# Gottfried Zedler

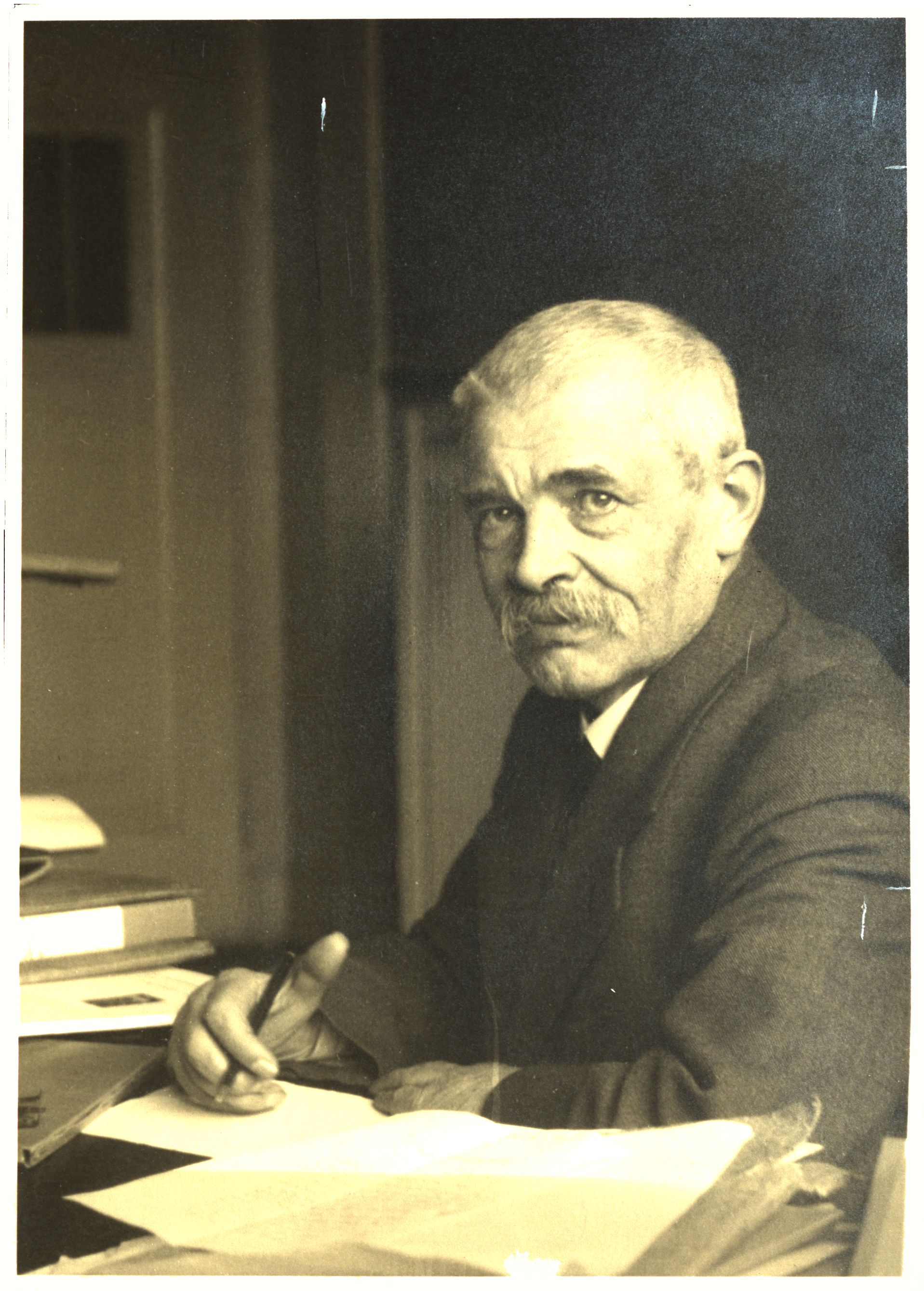
Gottfried Zedler an seinem Wiesbadener Arbeitsplatz, um 1930

Karl August Gottfried Immanuel Zedler (* 5. Dezember 1860 in Vegesack; † 1945 bei Küstrin) war ein deutscher Bibliothekar und Historiker.

## Leben
Nach dem Abitur in Bremen 1881 begab sich Gottfried Zedler zum Studium nach Tübingen. Während seines Studiums wurde er 1881 Mitglied der Tübinger Burschenschaft Derendingia. 1882 wechselte er nach Leipzig, wo er 1885 mit einer Arbeit über die Damnatio memoriae den Doktorgrad erwarb. Er wurde Mitglied des Klassisch-Philologischen Vereins Leipzig im Naumburger Kartellverband.
Als Bibliothekar war er an den Universitätsbibliotheken Marburg und Göttingen beschäftigt, bevor er 1895 an die Nassauische Landesbibliothek in Wiesbaden wechselte, an der er bis zur Pensionierung 1933 blieb und die er zusammen mit dem damaligen Direktor Erich Liesegang grundlegend modernisierte. 1905 erhielt er den Professorentitel, 1908 wurde er Oberbibliothekar. Von 1929 bis 1933 leitete er übergangsweise die Bibliothek. Von seinem Alterswohnsitz in Schneidemühl (ab 1943) wurde er am 25. Januar 1945 in einem Lazarettzug evakuiert. In Küstrin wurden die Insassen ausgeladen, danach gibt es keine Spur mehr von ihm.
Als Bibliothekar entwickelte er zukunftsweisende Vorstellungen zum Verhältnis von Aufstellungssystematik und Sacherschließung und leistete eine mustergültige Neukatalogisierung der Wiesbadener Bibliothek (1904–1923). Sein 1931 erschienener Handschriftenkatalog ist bis heute unersetzt. 
Zedler ist vor allem als Inkunabelforscher hervorgetreten, der sich mit buchgeschichtlichen Problemen rund um Johannes Gutenberg auseinandersetzte. Seine Aufsehen erregende These, der Niederländer Coster sei der eigentliche Entdecker, konnte sich nicht durchsetzen. 
Der Landesgeschichte diente Zedler als Sekretär des Nassauischen Vereins für Altertumskunde und Geschichtsforschung und als Sekretär der Historischen Kommission für Nassau. Neben Arbeiten zur Presse- und Buchgeschichte legte er im Jubiläumsband der Nassauischen Annalen 1921 umfangreiche Kritische Untersuchungen zur früh- und hochmittelalterlichen Geschichte des Rheingaus vor, die vor allem den Urkundenfälschungen Franz Joseph Bodmanns und Georg Friedrich Schotts galten.  
Zedlers Tochter, die Schauspielerin Mathilde Zedler, war verheiratet mit dem Schauspieler und Intendanten Karl Striebeck.